# Valle de las Palmas (Tijuana)
Valle de las Palmas es una localidad del estado mexicano de Baja California. Es parte del municipio de Tijuana. Fue fundada el 15 de julio de 2012.

## Demografía
| Censo | Población |
| ----- | --------- |
| 2020  | 10 161    |